# Linia kolejowa nr 725
Linia kolejowa nr 725 – pierwszorzędna, jednotorowa, zelektryfikowana linia kolejowa łącząca rozjazd nr 21 na stacji Gdynia Główna z rozjazdem nr 154 na stacji Gdynia Port (rejon GPA).
Linia została w całości ujęta w kompleksowej i bazowej towarowej sieci transportowej TEN-T.